# Nicola Labanca

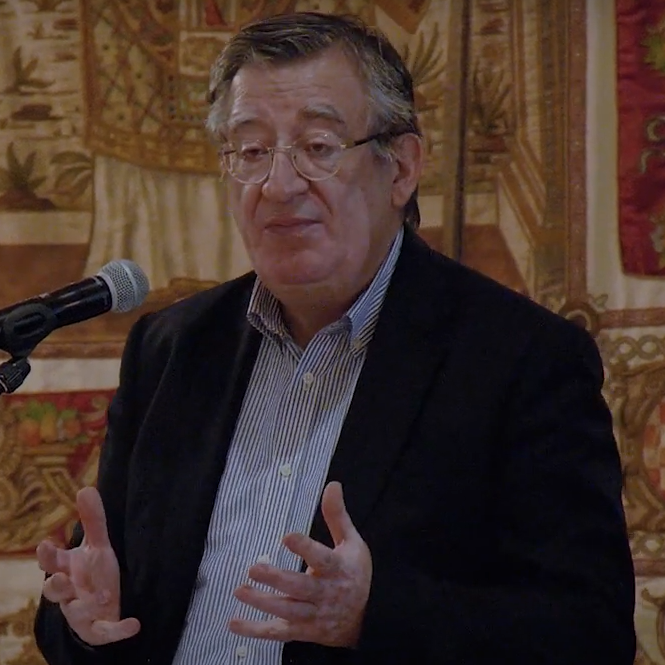
Nicola Labanca

Nicola Labanca (geboren 9. Juli 1957 in Florenz) ist ein italienischer Neuzeithistoriker. Er beschäftigt sich insbesondere mit italienischer Militär- und Kolonialgeschichte.

## Wissenschaftliche Laufbahn
Labanca studierte an der Universität Florenz an der Fakultät für Philologie und schloss sein Studium mit der Laurea 1984 ab. Während seines Studiums und seiner zwischen 1986 und 1989 abgeschlossenen Promotion an der Universität Turin kam er in den Genuss mehrerer Stipendien, unter anderem vom italienischen Außenministerium und der Stiftung Luigi Einaudi, die ihm Studienaufenthalte im Vereinigten Königreich ermöglichten.
Von 1990 an arbeitete er als wissenschaftlicher Assistent für Militärgeschichte an der Fakultät für Politikwissenschaften der Universität Padua. 1992 erhielt er die Lehrbefugnis für Gymnasien. Von 1994 bis 1996 war er Privatdozent an der Fakultät für Politikwissenschaften der Universität Macerata. 1996 wechselte er zunächst als Juniorprofessor an die Universität Siena. Seit 2002 ist er Professor für Storia contemporanea (Geschichte des 19. und 20. Jahrhunderts) an der Fakultät für Philologie und Philosophie der Universität Siena und seit 2016 Lehrstuhlinhaber.
Seit 2002 ist Nicola Labanca zudem Präsident des Interuniversitären Zentrums für militärhistorische Studien und Forschungen (italienisch Centro Interuniversitario di Studi e Ricerche Storico-Militari) und seit 2012 leitet er die Zeitschrift Italia contemporanea. Darüber hinaus ist er Redaktionsmitglied der Fachzeitschriften Società e storia, War in History, Revue des armèes und International Journal of Military History and Historiography.
Zu seinen Forschungsschwerpunkten gehören vor allem die Interaktion zwischen Krieg, Streitkräften und Gesellschaft im vereinten Italien; die italienische Kolonialgeschichte in ihren politischen, sozialen und kulturellen Aspekten vom liberalen Italien bis zur faschistischen Diktatur; totalitäre Kriege des 20. Jahrhunderts einschließlich der italienischen Militärbeteiligungen im Kalten Krieg sowie die Internationalisierung der Forschungskenntnisse bezüglich der italienischen Militärgeschichte.
2025 wurde Labanca ein Internationaler Antonio-Feltrinelli-Preis zugesprochen.

## Schriften (Auswahl)
- Il generale Cesare Ricotti e la politica militare italiana dal 1884 al 1887. Ufficio storico SME, Rom 1986.
- In marcia verso Adua. Einaudi, Turin 1993, ISBN 88-06-12912-0.
- Posti al sole. Diari e memorie di vita e di lavoro dalle colonie d’Africa. Museo Storico Italiano della Guerra, Rovereto 2001.
- L’ istituzione militare in Italia: politica e società. UNICOPLI, Mailand 2002, ISBN 88-400-0755-5.
- Oltremare: storia dell’espansione coloniale italiana. Il mulino, Bologna 2002, ISBN 88-15-08959-4.
- Una guerra per l’impero: memorie della campagna d’Etiopia 1935–36. Il mulino, Bologna 2005, ISBN 88-15-10808-4.
- La guerra italiana per la Libia, 1911–1931. Il mulino, Bologna 2012, ISBN 978-88-15-24084-2.
- als Herausgeber mit Oswald Überegger: Krieg in den Alpen: Österreich-Ungarn und Italien im Ersten Weltkrieg (1914–1918). Böhlau, Wien/Köln/Weimar 2015, ISBN 978-3-205-79472-1.
- La guerra d’Etiopia: 1935–1941. Il mulino, Bologna 2015, ISBN 978-88-15-25718-5.
- Caporetto: storia e memoria di una disfatta. Il mulino, Bologna 2017, ISBN 978-88-15-27397-0.